# Giorgio Bonsanti
Giorgio Bonsanti (* 1944 in Florenz) ist ein italienischer Kunsthistoriker.

## Leben und Wirken
Bonsanti studierte Kunstgeschichte an der Universität Florenz und gilt als Spezialist für die Kunst vom 14. bis 16. Jahrhundert. Im italienischen Staatsdienst leitete er führende italienische Museen und Akademien: Galleria Estense in Modena, Galleria dell’Academia in Florenz, Museum von San Marco in Florenz. Als Leiter des Restaurierungsbüros verantwortete er die Restaurierung von Michelangelos Tondo Doni (Die Heilige Familie) und der Fresken Fra Angelicos im Kloster San Marco in Florenz.

## Schriften (Auswahl)
- Caravaggio. Verbesserte Neuauflage. Scala, Florenz 1991
- Beato Angelico. Catalogo completo. Octavo, Firenze 1998.
- (Hrsg.): La Basilica de San Francesco ad Assisi. 4 Bände. Hirmer Verlag, Modena 2002